# SAD na Olimpijskim igrama 2016.
SAD je nastupio na Ljetnim olimpijskim igrama u Brazilu 2016. godine.

## Atletika
Muškarci
| Atletičar | Disciplina      | Kvalifikacije | Kvalifikacije | Četvrtfinale | Četvrtfinale | Polufinale | Polufinale | Finale   | Finale  |
| Atletičar | Disciplina      | Rezultat      | Plasman       | Rezultat     | Plasman      | Rezultat   | Plasman    | Rezultat | Plasman |
| --------- | --------------- | ------------- | ------------- | ------------ | ------------ | ---------- | ---------- | -------- | ------- |
|           | 4x100 m štafeta |               |               |              |              |            |            |          |         |
|           | 4x400 m štafeta |               |               |              |              |            |            |          |         |

Žene
| Atletičar | Disciplina      | Kvalifikacije | Kvalifikacije | Četvrtfinale | Četvrtfinale | Polufinale | Polufinale | Finale   | Finale  |
| Atletičar | Disciplina      | Rezultat      | Plasman       | Rezultat     | Plasman      | Rezultat   | Plasman    | Rezultat | Plasman |
| --------- | --------------- | ------------- | ------------- | ------------ | ------------ | ---------- | ---------- | -------- | ------- |
|           | 4x100 m štafeta |               |               |              |              |            |            |          |         |
|           | 4x400 m štafeta |               |               |              |              |            |            |          |         |

## Jedrenje
- Laser (M): Charlie Buckingham
- Dvojac - 470 (M): Stuart McNay & David Hughes
- Finn (M): Caleb Paine
- Laser radial (Ž): Erika Reineke
- Dvojac - 470 (Ž): Anne Haeger & Briana Provancha[2]

## Konjički šport
- Ekipno preskakanje prepreka: tim od 4 jahača[3]

## Košarka

### Muškarci
Košarkaška reprezentacija SAD-a se kvalificirala za OI 2016. na Svjetskom prvenstvu u košarci 2014.
- Muška reprezentacija - 12 igrača

### Žene
Ženska košarkaška reprezentacija SAD-a se kvalificirala za OI 2016. na Svjetskom prvenstvu u košarci za žene 2014.
- Ženska reprezentacija - 12 igračica

## Plivanje
Plivači koji su ostvarili OQT
- 50 m slobodno (M): 2 mjesta
- 100 m slobodno (M): 2 mjesta
- 200 m slobodno (M): 2 mjesta
- 400 m slobodno (M): 2 mjesta
- 1500 m slobodno (M): 2 mjesta
- 100 m leđno (M): 2 mjesta
- 200 m leđno (M): 2 mjesta
- 100 m prsno (M): 2 mjesta
- 200 m prsno (M): 2 mjesta
- 100 m leptir (M): 2 mjesta
- 200 m leptir (M): 2 mjesta
- 200 m mješovito (M): 2 mjesta
- 400 m mješovito (M): 2 mjesta
- 50 m slobodno (Ž): 2 mjesta
- 100 m slobodno (Ž): 2 mjesta
- 200 m slobodno (Ž): 2 mjesta
- 400 m slobodno (Ž): 2 mjesta
- 800 m slobodno (Ž): 2 mjesta
- 100 m leđno (Ž): 2 mjesta
- 200 m leđno (Ž): 2 mjesta
- 100 m prsno (Ž): 2 mjesta
- 200 m prsno (Ž): 2 mjesta
- 100 m leptir (Ž): 2 mjesta
- 200 m leptir (Ž): 2 mjesta
- 200 m mješovito (Ž): 2 mjesta
- 400 m mješovito (Ž): 2 mjesta[7]

## Streljaštvo
- MK 50 m puška (M): 1 mjesto (Matt Emmons)
- 10 m zračna puška (M): 1 mjesto (Dempster Christenson)
- 10 m zračni pištolj (M): 1 mjesto (Will Brown)
- Skit (M): 1 mjesto (Vincent Hancock)
- Dvostruki trap (M): 2 mjesta (Joshua Richmond, Jeffrey Holguin)
- Skit (Ž): 2 mjesta (Brandy Drozd, Kimberly Rhode)
- Trap (Ž): 1 mjesto (Corey Cogdell)[8]